# Курское сельское поселение (Ленинградская область)
Ку́рское се́льское поселе́ние — упразднённое муниципальное образование в составе Волосовского района Ленинградской области.
Административный центр — посёлок Курск.
С 24 сентября 2014 года и до упразднения главой поселения и главой администрации являлась Мороз Оксана Робертовна.

## Географические данные
- Общая площадь: 167,50 км²
- Расположение: западная часть Волосовского района
- Граничит:
  - на севере — с Каложицким сельским поселением
  - на востоке — с Большеврудским сельским поселением
  - на юге — с Сабским сельским поселением
  - на западе — с Беседским сельским поселением
- По территории поселения проходят автомобильные дороги:
  - 41К-187 (Пружицы — Красный Луч)
  - 41А-186 (Толмачёво — автодорога «Нарва»)
  - 41К-046 (Большая Вруда — Сырковицы)
  - 41К-047 (Молосковицы — Кряково)
- Расстояние от административного центра поселения до районного центра — 42 км[3]
- По северной границе поселения проходит железная дорога Мга — Гатчина — Ивангород, имеется станция Молосковицы

## История
С 1727 года Яблоницкая волость Ямбурского (с 17 мая 1922 года — Кингисеппского) уезда Санкт-Петербургской (с 26 января 1924 года — Ленинградской) губернии.
С 14 февраля 1923 года в составе Молосковицкой волости Кингисеппского уезда Петроградской губернии.
С 1 августа 1927 года Яблоницкий сельсовет Молосковицкого района Ленинградской области.
В ноябре 1928 года в результате объединения Сырковицкого и Яблоницкого сельсоветов был образован Курский сельсовет с центром в деревне Курск.
20 сентября 1931 года после ликвидации Молосковицкого района сельсовет вошёл в состав Волосовского района.
По состоянию на 1933 год в Курский сельсовет входило 10 населённых пунктов, население — 1833 чел.
16 июня 1954 года к Курскому сельсовету присоединён Морозовский сельсовет.
С 1 февраля 1963 года по 12 января 1965 года после упразднения Волосовского района Курский сельсовет входил в состав Кингисеппского сельского района.
По данным 1973 года центр сельсовета был перенесён в посёлок Остроговицы, а сельсовет переименован в Остроговицкий.
По данным 1990 года центр сельсовета перенесён в посёлок Курск.
18 января 1994 года постановлением главы администрации Ленинградской области № 10 «Об изменениях административно-территориального устройства районов Ленинградской области» Остроговицкий сельсовет, также как и все другие сельсоветы области, преобразован в Остроговицкую волость.
1 января 2006 года в соответствии с областным Законом № 64-оз от 24 сентября 2004 года «Об установлении границ и наделении соответствующим статусом муниципального образования Волосовский муниципальный район и муниципальных образований в его составе» образовано Курское сельское поселение, в его состав вошла территория бывшей Остроговицкой волости.
В мае 2019 года Беседское, Каложицкое и Курское сельские поселения влились в Большеврудское сельское поселение.

## Население
| 2006  | 2010  | 2011  | 2012  | 2013  | 2014  | 2015  |
| ----- | ----- | ----- | ----- | ----- | ----- | ----- |
| 2200  | ↗2494 | ↗2511 | ↗2521 | ↗2569 | ↗2589 | ↘2574 |
| 2016  | 2017  | 2018  | 2019  |       |       |       |
| ↘2522 | ↗2537 | ↘2531 | ↗2537 |       |       |       |

Основная часть населения проживает в посёлке Курск.

## Населённые пункты
На территории поселения находились 13 населённых пунктов — 4 посёлка и 9 деревень:
| №  | Населённый пункт    | Тип населённого пункта          | Население    |
| -- | ------------------- | ------------------------------- | ------------ |
| 1  | Волпи               | деревня                         | ↘8 (2017)    |
| 2  | Красный Луч         | посёлок                         | ↘361 (2017)  |
| 3  | Курск               | деревня                         | ↘217 (2017)  |
| 4  | Курск               | посёлок, административный центр | ↘1331 (2017) |
| 5  | Лелино              | деревня                         | ↘2 (2017)    |
| 6  | Малая Александровка | деревня                         | ↘7 (2017)    |
| 7  | Молосковицы         | посёлок при станции             | ↘236 (2017)  |
| 8  | Новые Красницы      | деревня                         | ↘15 (2017)   |
| 9  | Остроговицы         | посёлок                         | ↘187 (2017)  |
| 10 | Старые Красницы     | деревня                         | ↘16 (2017)   |
| 11 | Сумск               | деревня                         | ↘73 (2017)   |
| 12 | Сырковицы           | деревня                         | ↘72 (2017)   |
| 13 | Шадырицы            | деревня                         | →6 (2017)    |

## Достопримечательности
- Усадьба Шадырицы — от господского дома остался фундамент, службы стоят в развалинах. В парке сохранился арочный мостик. Сейчас в деревне находится частный зоопарк «Приют Белоснежки».
- Церковь Воскресения Словущего в д. Курск (б. дер. Яблоницы)
- Часовня святого пророка Ильи в Сумске
- Усадьба генерала В. П. Мезенцова и адмирала В. А. Стеценко в Остроговицах